# ITF Women's Circuit Vigo 2011
L'ITF Women's Circuit Vigo 2011 è stato un torneo di tennis facente parte della categoria ITF Women's Circuit nell'ambito dell'ITF Women's Circuit 2011. Il torneo si è giocato a Vigo in Spagna dal 25 al 31 luglio 2011 su campi in cemento e aveva un montepremi di $25 000.

## Vincitori

### Singolare
Iryna Brémond ha battuto in finale  Julie Coin con il punteggio di 7–6(3), 1–6, 7–6(3)

### Doppio
Claudia Giovine /  Justine Ozga hanno battuto in finale  Vanesa Furlanetto /  Aranza Salut con il punteggio di 6–1, 6–3